# José María Bandera Sánchez
José María Bandera Sánchez (Algesiras, Cádiz, 1960) est un guitariste espagnol de flamenco. Il fut initié à la guitare flamenca à l'âge de dix ans par son grand-père Antonio Sánchez.